# Kaiser Ferdinands Nordbahn
Kaiser Ferdinands Nordbahn (in sigla KFNB) (in ceco Severní dráha císaře Ferdinanda) era il nome di un'antica società ferroviaria dell'Impero austriaco. La sua prima linea fu concepita per collegare Vienna con le miniere di sale di Bochnia nei pressi di Cracovia. 

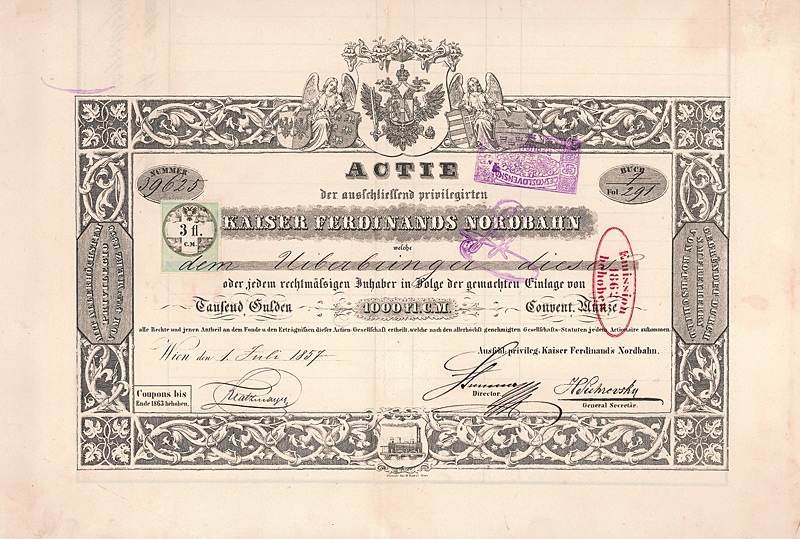
Certificato azionario della Kaiser Ferdinands Nordbahn emesso nel 1857

## Storia

### Prodromi
L'esistenza di importanti giacimenti di ferro e carbone nella Moravia settentrionale, di ferro vicino a Ostrava e di sale a Wieliczka e a sud di Cracovia fu nel 1830 alla base del progetto del geologo viennese e esperto minerario Franz Xaver Riepl di costruire una linea ferroviaria con inizio da Vienna. Riuscì a convincere Salomon Mayer von Rothschild, che aveva già forti interessi in Vítkovice, a finanziare l'azienda. Riepl poi si recò in Inghilterra per fare esperienza nelle costruzioni ferroviarie. Al suo ritorno Rothschild inoltrò una prima richiesta all'imperatore Francesco II d'Asburgo-Lorena che fu respinta. Nonostante il rifiuto continuarono i lavori propedeutici alla costruzione ferroviaria. Rothschild acquisì una ferrovia a trazione equina già esistente sul percorso.
Dopo l'ascesa al trono del nuovo imperatore Ferdinando I d'Austria, nell'aprile del 1835 Salomon Rothschild ripresentò la domanda di concessione, questa volta con il sostegno del Principe di Metternich e di Franz Anton von Kolowrat-Liebsteinsky. Il 21 novembre 1835 Rothschild ricevette il "privilegio" per stabilire una ferrovia a vapore tra Vienna e Bochnia cui venne posto il nome di Kaiser Ferdinand Nordbahn. La linea concessa raggiungeva la lunghezza di circa 600 km; il "privilegio" comprendeva anche i collegamenti diramati per Brno, Olomouc e Opava.

### Nasce la società

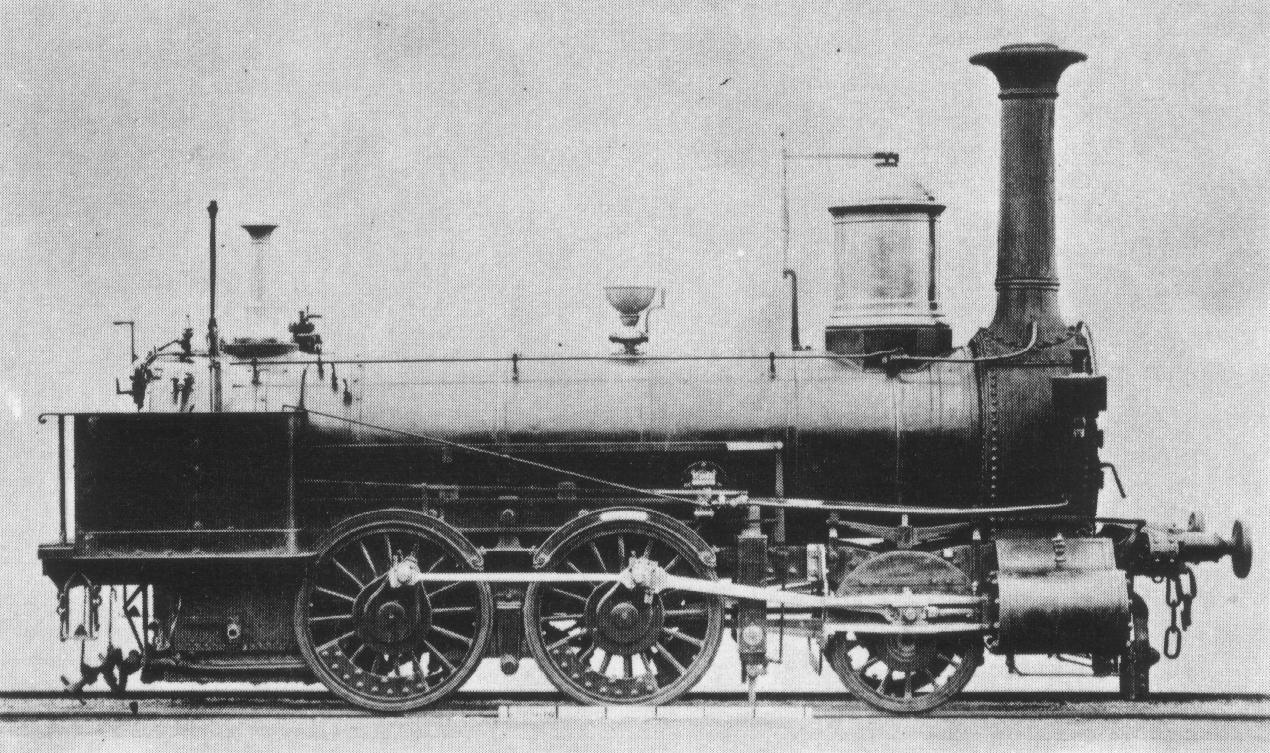
Una locomotiva della KFNB costruita da Borsig

Per la costruzione della linea ferroviaria, il 4 marzo 1836 venne creata la K.k.p. Kaiser Ferdinands Nordbahn, una società per azioni nel cui consiglio entravano il Metternich e il Kolowrat-Liebsteinsky. Dalla prima emissione di 12 000 azioni, Rothschild ne mantenne in suo controllo 8 000. La prima costruzione tuttavia riguardò la sola sezione per Oderberg (Bohumín) e successivamente quella fino a Dzieditz (Czechowice-Dziedzice).
Georg Simon Freiherr von Sina, grande concorrente dei Rothschild austriaci e la casa Arnstein & Eskeles tentarono di fare ostruzionismo; nella seconda riunione degli azionisti, Ludwig von Pereira-Arnstein mise sotto accusa il consiglio di amministrazione riguardo alla progettazione tecnica ed ai costi previsti; le accuse furono respinte da Rothschild e da Riepl. Nel mese di ottobre 1836 Rothschild mise ai voti la decisione, se continuare la costruzione o sciogliere l'azienda, ottenendo 76 voti a favore su 83 totali; Von Sina e Arnstein & Eskeles, battuti, furono costretti alle dimissioni.
Nel 1837 sotto la guida di Ermenegildo Francesconi, veneto, furono avviati i lavori di costruzione della tratta di 13 km, Floridsdorf-Deutsch Wagram. Sotto il controllo di specialisti inglesi vennero impiegati circa 10 000 operai. Un'ulteriore costruzione sotto il controllo dei suoi assistenti tecnici Kudriaffsky e Bretschneider fu condotta rapidamente oltre Břeclav. Il ramo per Brno fu diretto da Carl Ritter von Ghega, anch'esso veneto, diventato famoso nella costruzione della ferrovia del Semmering.
Nel marzo del 1837, le prime sei locomotive acquistate dalla società in Inghilterra e fabbricate da George Stephenson a Newcastle e da Tayleur & Co. giunsero smontate via mare a Trieste da dove ripartirono su carri attraverso il passo del Semmering fino a Vienna. Sotto la direzione di un équipe della Stephenson e di quattro macchinisti inglesi vennero poi assemblate e provate addestrando il personale austriaco su un circuito di prova nel Prater di Vienna.
Fino all'apertura della linea di Brno, Salomon Rothschild aveva speso oltre 8 000 000 fiorini d'oro. Già nel 1841 erano iniziati gli utili. Il valore delle azioni iniziò ad aumentare per la prima volta nel 1843; posto 100 il valore di rilascio, nel 1844 era salito a 129, nel 1845 era salito fino a 228.
Il 1º giugno 1888 la società assunse il controllo della ferrovia di Kromeriz.

### La costruzione
La Nordbahn, o meglio, la K.k. privilegierte Kaiser Ferdinands Nordbahn, fu la prima compagnia ferroviaria dell'Austria a costruire una ferrovia con trazione a vapore nel territorio dell'Impero promossa e finanziata da Salomon Mayer von Rothschild.
La prima tratta costruita collegò Floridsdorf e Deutsch Wagram nel 1837. Nel 1838 fu costruita e attivata fino a Vienna mentre la Břeclav (Lundenburg) - Brünn fu aperta nel 1839. Il primo treno operato dalla compagnia partì da Vienna il 6 giugno 1839 e raggiunse la stazione di Břeclav. Nel 1841 il treno della NordBahn raggiungeva Přerov (Prerau) e Olomouc (Olmütz) e nel 1842 Lipník nad Bečvou(Leipnik). Ostrava(Ostrau) e Bohumín(Oderberg) vennero raggiunte nel 1847.

### La nazionalizzazione delle ferrovie
Le linee ferroviarie della società vennero nazionalizzate dal 1º gennaio 1907 e le ferrovie dello Stato ne assunsero l'esercizio eccetto che della morava Ostrava-Dombrau. lA Società continuò la sua attività nel settore minerario dato che possedeva numerose miniere di carbone ed altre imprese industriali nella regione di Ostrava.

## Linee costruite dalla "Nordbahn" fino al 1856
Le ferrovie indicate, costruite nell'allora Impero d'Austria si trovano oggi ripartite in Austria, Repubblica Ceca e Polonia.
- Floridsdorf-Deutsch Wagram (1837). Fu la prima ferrovia costruita in Austria con trazione a vapore.
- Vienna (Stazione di Wien Nordbahnhof)-Gänserndorf (1838)
- Gänserndorf- Lundenburg (1839); è la più antica ferrovia con trazione a vapore in Moravia (in Repubblica Ceca)
- Lundenburg - Brünn (1839)
- Lundenburg - Göding - Altstadt - Prerau (1841)
- Prerau - Olmütz (1841)
- Prerau - Leipnik (1842)
- Leipnik - Weißkirchen - Ostrau - Oderberg (1847)
- Ostrau - Troppau (1855)
- Oderberg - Petrowitz bei Freistadt - Auschwitz; Dziedlitz - Bielitz (1855)
- Auschwitz - Krakau (Ferrovia costruita dalla società della Ferrovia Orientale nel 1856, poi acquisita dalla Nordbahn).